# Malacocincla perspicillata
A Malacocincla perspicillata, comummente conhecida como tagarela-de-sobrancelha-negra, é uma espécie de ave da família Pellorneidae endémica da Indonésia.
Os seus habitats naturais são: florestas subtropicais ou tropicais húmidas de baixa altitude.
Está ameaçada por perda de habitat. Mas novas pesquisas mostraram a falta de informação fiável, enquanto, por outro lado, alguns pressupostos conjeturais foram recolhidos do espécime, abrindo novas linhas de investigação. Consequentemente, o seu estatuto é alterado para "espécie deficiente de dados" em 2008.
Está ameaçada pela agricultura, exploração madeireira mesmo em áreas protegidas, plantações de borracha e óleo de palma e incêndios de seca. Existe o risco de perda quase total da floresta de terras baixas em Kalimantan nos próximos anos. Em outubro de 2020, a espécie foi redescoberta na ilha Bornéu, 180 anos após o último avistamento confirmado, quando o naturalista alemão Carl Schwaner capturou uma espécie entre 1843 e 1848, na ilha de Java.